# Frederick Marryat

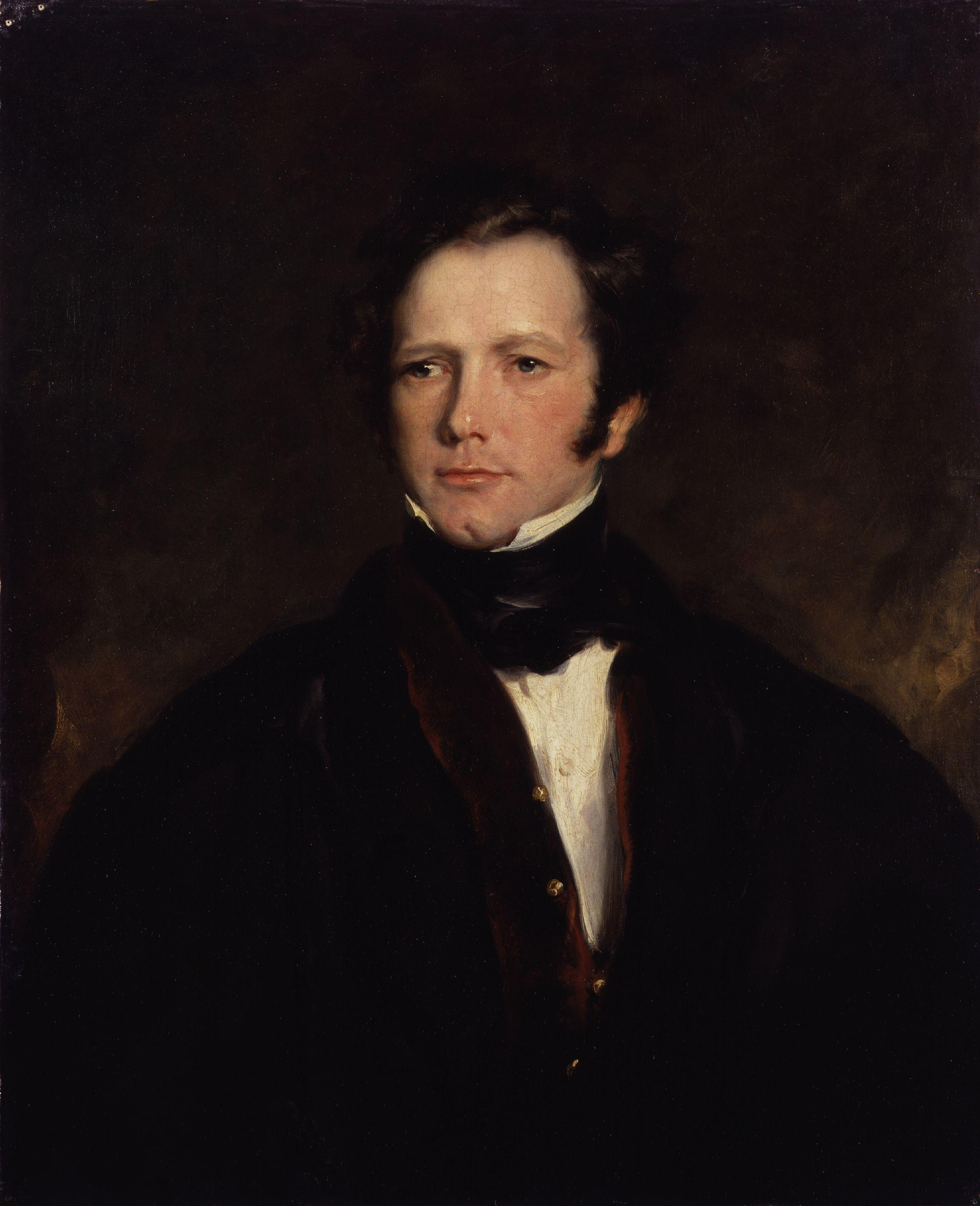
Frederick Marryat

Frederick Marryat (* 10. Juli 1792 in London; † 2. August 1848 in Langham, Norfolk) war ein englischer Marineoffizier und Schriftsteller.

## Leben
Frederick Marryat wurde in London als zweiter Sohn von Joseph Marryat, von Beruf Kaufmann, Mitglied des britischen Unterhauses sowie Kolonialbeauftragter für die Insel Grenada, und dessen deutscher Ehefrau Charlotte geb. von Geyer geboren. Am Schulleben an Mr. Freeman’s Academy in Ponders End in seinem Geburtsort fand er wenig Gefallen und riss zweimal aus, um seinen sehnlichsten Wunsch zu verwirklichen und zur See zu gehen.

### Karriere auf See

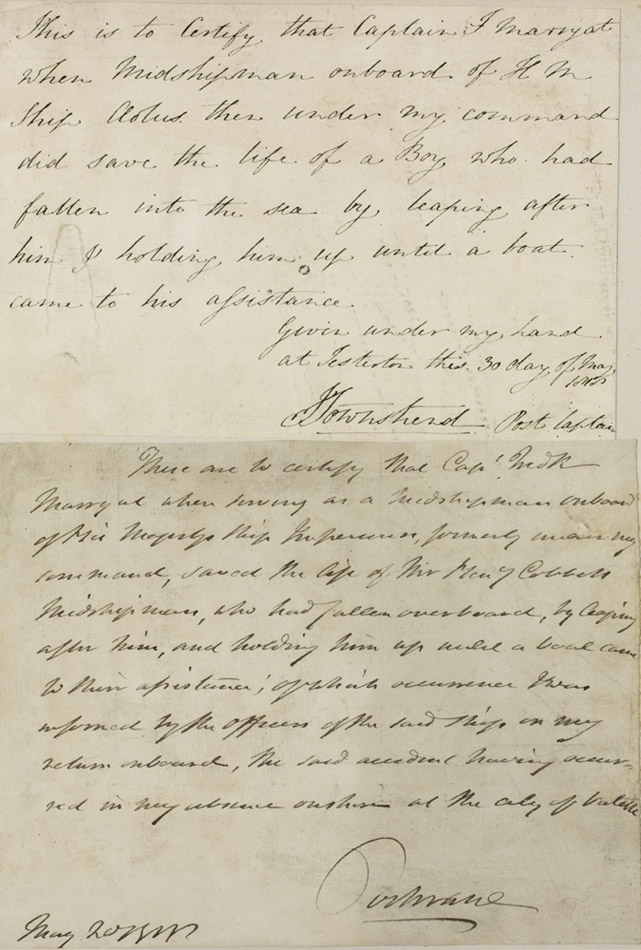
Briefe, die Marryats Rettungstaten nachweisen, um 1811.

Als Parlamentsmitglied der Tories konnte sein Vater seinen Einfluss geltend machen, um dem 14-jährigen einen Platz als freiwilligem Seekadetten auf der Fregatte Imperieuse von Captain Lord Cochrane zu sichern, einem Schiff, das ihn in späterer Zeit zu zahlreichen Seegeschichten inspirierte. Cochrane diente als Vorbild für die literarische Figur des Horatio Hornblower in Cecil Scott Foresters Romanen sowie für Patrick O’Brians Jack Aubrey seiner Aubrey-Maturin-Serie. 1811 rettete Marryat einen über Bord gefallenen Seemann vor der Küste der Gironde vor dem Ertrinken. Dies brachte ihm eine Empfehlung von Lord Cochrane ein. Sein Mut und seine Menschlichkeit wurden in eine Reihe von Zeugnissen aus dieser Zeit aufgenommen und brachten ihm eine Medaille von der Royal Humane Society ein.
Nach Dienst auf weiteren Schiffen und der Teilnahme am Britisch-Amerikanischen Krieg (1812–1814) wurde er im Oktober 1812 für den Rang eines Lieutenant vorgesehen, doch verzögerte sich die Beförderung bis zum 26. Dezember, weil er nicht „nach den Regeln der anglikanischen Kirche von England“ getauft war. Zwischen 1813 und 1815 zeigte Marryat erste Anzeichen von Bluthusten, möglicherweise verursacht durch die Rettungstat 1811.

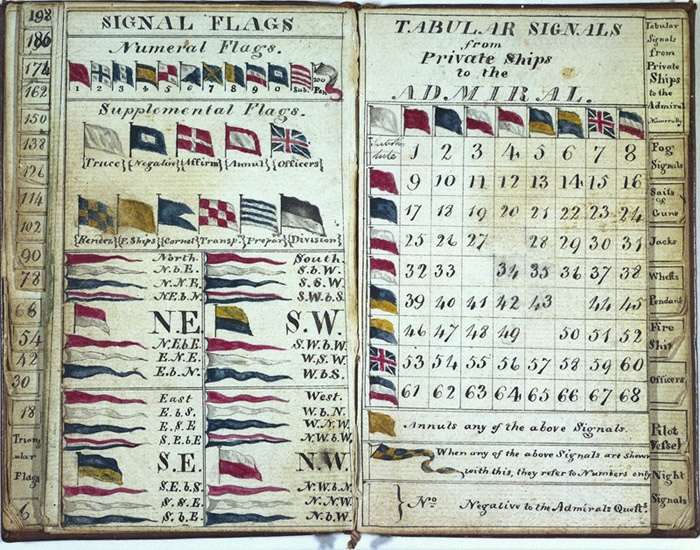
Codebuch des Marryat-Flaggencodes

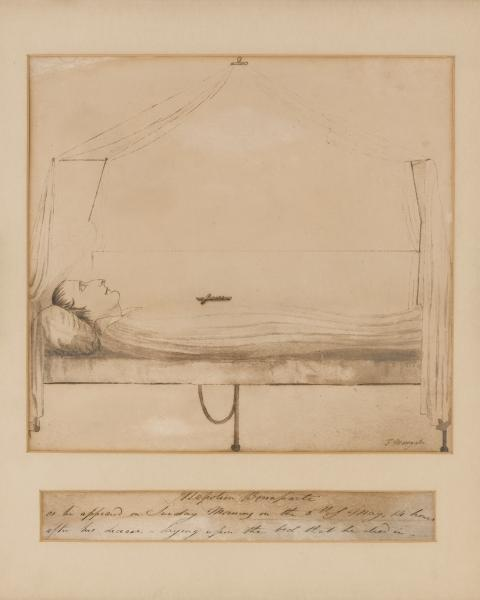
Marryats Skizze von Napoleons Leichnam, Bildunterschrift: “Napoleon Bonaparte as he appeared on Sunday morning on the 6th of May, 14 hours after his death, laying upon the bed that he died in.”

Mit Ende der Kriege gegen Napoleon wurde Marryat 1815 zum Commander befördert. Daneben widmete er sich wissenschaftlichen Studien, entwickelte u. a. 1817 den Marryat-Signalcode für die Handelsschifffahrt und 1820 ein Rettungsboot, für dessen Entwurf er eine Goldmedaille der Royal Humane Society errang. Das Prinzip und die Ausführung des Bootes sind ausführlicher beschrieben in Dodsley’s Annual Register Band 62 von 1820 auf Seite 1372.
Er wurde Mitglied der Royal Society und heiratete 1819 Catherine Shairp, Tochter des britischen Konsuls Sir Stephen Shairp, mit der er vier Söhne und sieben Töchter zeugte.
Nach 1820 befehligte er die Sloop Beaver und zeitweise die Rosario, mit der er die Nachricht vom Tode des Ex-Kaisers Napoleon Bonaparte am 5. Mai 1821 auf St. Helena nach Europa brachte. Marryat fertigte unmittelbar nach Napoleons Tod eine Skizze des Leichnams an, die im Londoner National Maritime Museum ausgestellt ist. 
1823 wurde Marryat Befehlshaber der Korvette Larne, nahm an der Expedition gegen Burma im Ersten Anglo-Burmesischen Krieg teil, übernahm die Fregatte Tees und wurde damit zum Post-Captain befördert. 1826 erfolgte die Rückkehr nach England. Mit der Fregatte Ariadne wurde er 1829 zur Erkundung von Untiefen um Madeira und den Kanarischen Inseln ausgesandt. Nach diesem wenig inspirierenden Auftrag nahm er 1830 seinen Abschied und widmete sich ganz der Schriftstellerei.

### Schriftstellerisches Schaffen
Nachdem er zuvor noch auf See den autobiografischen Roman The Naval Officer (1829) verfasst hatte, entstanden in den nächsten Jahren in rascher Folge weitere Bücher, von denen Peter Simple (1834) und Mr Midshipman Easy (1836) seine bekanntesten wurden. Von 1832 bis 1835 leitete er außerdem die Zeitschrift Metropolitan Magazine, in dem mehrere seiner Romane im Vorabdruck erschienen. 1836 lebte er für ein Jahr in Brüssel und reiste danach nach Kanada und in die USA. Seine Eindrücke von Land und Leuten schildert er in seinem Diary in America (1839). 1839 kehrte er nach London zurück und knüpfte Verbindungen mit Schriftstellern wie Charles Dickens, Clarkson Stanfield und Samuel Rogers. 
Seinen zahlreichen Seeromanen, die mehrfach ins Deutsche übersetzt wurden, wurde zwar eine „treue Auffassung des Lebens“ und eine „gewandte Darstellung“ attestiert, andererseits aber auch Marryats rasche Produktionsweise kritisiert. Das zusätzlich in ihnen enthaltene humoristische Element erinnert an Tobias Smollett. Als das deutsche zeitgenössische Gegenstück zu Marryat wird oft Heinrich Smidt angesehen.
In den 1840er Jahren orientierte Marryat sich zunehmend am literarischen Markt, wandte sich an ein jugendliches Publikum und verfasste u. a. vier Robinsonaden, von denen Masterman Ready, or the Wreck of the Pacific (dt. Übersetzung: Sigismund Rüstig), 1841, im deutschen Sprachraum zur beliebtesten wurde. Dieses Werk, beeinflusst von Johann David Wyss Roman Die Schweizer Familie Robinson, wird auch von Otto Ernst in seinem Roman Asmus Sempers Jugendland lobend erwähnt. Settlers in Canada wiederum weist Einflüsse von James Fenimore Cooper auf. Der letzte Roman The Little Savage, eine Robinsonade um einen Jungen und einen schurkischen Seemann, wurde von seinem Sohn Frank S. Marryat zu Ende geführt.
Zu Marryats Bewunderern zählen Schriftsteller wie Joseph Conrad und Ernest Hemingway. Auch Robert Louis Stevenson, Cecil Scott Forester und Patrick O’Brian profitierten in ihrer literarischen Produktion von ihm.

### Lebensende
1843 verließ er London und zog sich auf ein Landgut in Langham in Norfolk zurück, wo er nach jahrelangen gesundheitlichen Problemen im Alter von 56 Jahren am 2. August 1848 starb.
Die Schriftstellerin und Schauspielerin Florence Marryat war seine Tochter.

## Auszeichnungen und Ehrungen
- 1812 Ehrenmedaille der Royal Humane Society
- 1825 Commpanion des Bathordens (CB)
- 1833 Großkreuz der französischen Ehrenlegion

## Literarische Werke

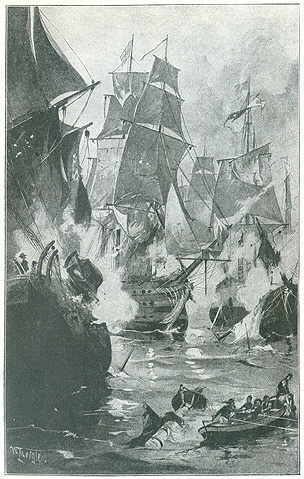
Illustration von Walter Zweigle aus dem Jahr 1902 in einer deutschen Ausgabe von Der Flottenoffizier (The Naval Officer)

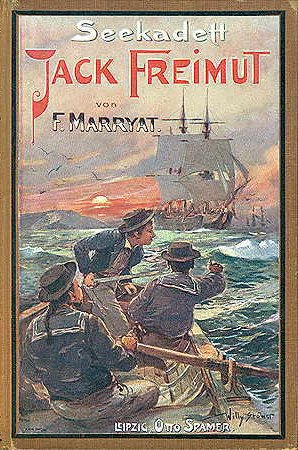
1899 von Willy Stöwer gestalteter Buchdeckel einer deutschen Ausgabe von Seekadett Jack Freimut (Mr Midshipman Easy)

Die Titel der deutschen Übersetzungen wechseln mit den Jahren häufig. Außerdem wurden seine Werke von Schriftstellern immer wieder überarbeitet und speziell für Jugendliche adaptiert.
- The Naval Officer, or Scenes in the Life and Adventures of Frank Mildmay, 1829 (dt. Der Flottenoffizier)
- The King’s Own, 1830 (dt. Königs-Eigen)
- Newton Forster or, the Merchant Service, 1832 (dt. Die Macht des Schicksals oder Harry und Felizitas)
- Peter Simple, 1834 (dt. Peter auf den sieben Meeren)
- Jacob Faithful, 1834 (dt. Die Abenteuer des Jakob Ehrlich)
- The Pacha of Many Tales, 1835 (dt. Der Pascha)
- Mr Midshipman Easy, 1836 (dt. Seekadett Jack wird vernünftig bzw. Seekadett Jack Freimut)
- Japhet, in Search of a Father, 1836  (dt. Japhet, der seinen Vater sucht)
- The Pirate, 1836 (dt. Der Pirat)
- The Three Cutters, 1836 (dt. Die drei Kutter)
- Snarleyyow, or the Dog Fiend, 1837 (dt. Der Höllenhund)
- Rattling the Reefer (mit Edward Howard), 1838
- The Phantom Ship, 1839 (dt. Das Gespensterschiff oder der Fliegende Holländer)
  - Daraus: The White Wolf of the Hartz Mountains (dt. Der weiße Wolf im Harzgebirge. Hannover, jmb 2011, ISBN 978-3-940970-69-5)
- Diary in America, 1839 (dt. Tagebuch in Amerika)
- Olla Podrida, 1840 (dt. Olla podrida)
- Poor Jack, 1840 (dt. Der arme Jack)
- Masterman Ready, or the Wreck in the Pacific, 1841 (dt. Sigismund Rüstig)
- Joseph Rushbrook, or the Poacher, 1841  (dt. Joseph Rushbrook)
- Percival Keene, 1842 (dt. Kapitän Kiene)
- Monsieur Violet, 1843 (dt. M. Violet’s Reisen und Abenteuer)
- Settlers in Canada, 1844 (dt. Captain Marryat: Die Ansiedler in Canada. Ein Buch für die jüngere Welt. Aus dem Englischen von Theodor Oelckers. Bernhard Tauchnitz jun., Leipzig 1844)
- The Mission, or Scenes in Africa, 1845 (dt. Die Mission, oder Scenen und Abenteuer in Afrika)
- The Privateersman, or One Hundred Years Ago, 1846 (dt. Der Kaperschiffer)
- The Children of the New Forest, 1847 (dt. Kinder des Waldes, Flucht in den Neuwald), Digitalisat einer deutschen Ausgabe von 1878
- The Little Savage, postum, 1848 (dt. Die Schiffbrüchigen auf den Chincha-Inseln)
- Valerie, an autobiography, postum, 1848
- Captains Marryat’s sämmtliche Werke, 82 Bde. (Vieweg, Braunschweig 1837–1843)
- Sämmtliche Werke in Uebertragungen von C.Kolb, H.Kurtz (20 in 19 Bänden u. 1 Supplementband) Stuttgart, Hoffmann 1844 und 1857–1861

## Verfilmungen
- Midshipman Easy (GB, 1915), unter der Regie von Maurice Elvey, mit Elisabeth Risdon, Fred Groves, A. V. Bramble u. a.
- Midshipman Easy (GB, 1935), unter der Regie von Carol Reed, mit Hughie Green, Margaret Lockwood, Harry Tate u. a.
- Baltiytsy (UdSSR, 1938), nach Midshipman Easy, unter der Regie von Aleksandr Fajntsimmer, mit P. Gofman, Galina Inyutina, Pyotr Kirillov u. a.
- The little Savage (USA, 1959), unter der Regie von Byron Haskin, mit Pedro Armendáriz, Rodolfo Hoyos Jr., Terry Rangno, Christiane Martel u. a.
- Children of the New Forest (dt. Der hohe Wächter des Waldes) (TV-GB, 1998), unter der Regie von Andrew Morgan, mit Tom Wisdom, Joanna Kirkland, Malcolm Storry, Michael Maloney u. a.